# Savy-Berlette
Savy-Berlette è un comune francese di 1 070 abitanti situato nel dipartimento del Passo di Calais nella regione dell'Alta Francia.

## Società

### Evoluzione demografica
Abitanti censiti